# Ibigny
Ibigny (niem. Ibingen) – miejscowość i gmina we Francji, w regionie Grand Est, w departamencie Mozela.
Według danych na rok 1990 gminę zamieszkiwało 85 osób, a gęstość zaludnienia wynosiła 18 osób/km² (wśród 2335 gmin Lotaryngii Ibigny plasuje się na 960. miejscu pod względem liczby ludności, natomiast pod względem powierzchni na miejscu 1036.).